# Laccophilus bergeri
Laccophilus bergeri är en skalbaggsart som beskrevs av Guignot 1953. Laccophilus bergeri ingår i släktet Laccophilus och familjen dykare. Inga underarter finns listade i Catalogue of Life.